# جيرمين غرير
جيرمين غرير (بالإنجليزية: Germaine Greer) (مواليد 29 يناير 1939) كاتبة وأكاديمية وإعلامية أسترالية وأستاذة الأدب الإنجليزي الحديث. وتُعد غرير أحد أبرز الأصوات النسوية في أواخر القرن العشرين.
أثارت أفكار غرير جدلاً منذ تصدر كتابها (المرأة المخصيّة) قوائم الكتب الأكثر مبيعاً عام 1970 على مستوى العالم والذي لاقى تأييداً ومعارضة. لها عدة مؤلفات منها «الجنس والقدر: في سياسات الخصوبة البشرية» (1984) و «التغير: المرأة والشيخوخة وانقطاع الطمث» (1991) و «زوجة شكسبير» (2007). وغرير أستاذة فخرية في الأدب الإنجليزي والدراسات المقارنة لدى جامعة ووريك البريطانية.
وتقول غرير في تعريف هدفها أنه «تحرير المرأة» وليس «المساواة مع الرجل.»

## نشأتها وحياتها المهنية
ولدت جيرمين غرير في ملبورن عام 1939 وترعرعت في ضاحية مينتن الساحلية. عمل والدها ممثل إعلانات لدى صحيفة. تلقت غرير تعليمها في مدرسة دينية خاصة، وحازت على منحة تعليم عام 1959 ومن ثم درست في جامعة ملبورن الأسترالية. وبعد نيلها شهادة في اللغة والأدب الإنجليزي والفرنسي، انتقلت غرير للعيش في سيدني حيث انخرطت مع جماعة سيدني بوش.
وتحدد غرير انتمائها عام 1972 إلى الشيوعية اللاسلطوية مع القرب إلى الماركسية.
شغلت غرير منصبها التعليمي الأول في جامعة سيدني الأسترالية حيث نالت عام 1963 على شهادة الماجستير في الشعر الرومنسي برسالة عنوانها «تطور النمط التهكمي لدى بايرون». وفازت رسالتها بعد سنة على منحة الكومونولث والتي مولت دراسة شهادة الدكتوراه في جامعة كامبريدج البريطانية حيث ارتادت كلية نيوهام والمحصورة على النساء.
نالت عام 1968 شهادة الدكتوراه في دراما العهد الإليزابثي حيث قدمت رسالة بعنوان «قيم الحب والزواج في أولى أعمال شكسبير الكوميدية» وعملت في جامعة ووريك. وشهد عام 1968 عقد قرانها على ابن بلدها الصحفي بول دو فو إلا أن الزواج لم يدم أكثر من ثلاثة أسابيع تخللتها خيانات متعددة باعتراف غرير حيث انتهى بالطلاق عام 1973.

## بداية كتاباتها

### المرأة المخصيّة (1970)

#### نقاشاته
«عندما يصبح بإمكان المرأة أن تسير بمفردها في شوارع مدننا المفتوحة دون إهانة أو عقبة وبأي سرعة تختارها، لن يكون هناك حاجة لهذا الكتاب». - جيرمين غرير، 1969، الجملة الافتتاحية للمسودة الأولى.
يستكشف كتاب «المرأة المخصيّة» كيفية تأثير عالم يهيمن عليه الذكور في شعور الأنثى بذاتها، وكيف تقوّض الصور النمطية القائمة على التحيز الجنسي عقلانية الأنثى واستقلاليتها وقوتها وجنسانيتها. ويوجه رسالة للنساء بأنه ينبغي عليهن البحث في أنفسهن عن التحرر الشخصي قبل محاولتهن تغيير العالم. تصف غرير في فصول كتابها المؤلف من خمسة أقسام -الجسد والروح والحب والكراهية والثورة- القوالب النمطية وسوء الفهم والأساطير التي تجتمع مع بعضها في توليد الاضطهاد. لخصت موقف الكتاب في عام 2018 بـ «افعلي ما تريدين وارغبي فيما تفعلين... وإيّاك أن تفعلي شيئًا لا ترغبين في فعله».

### الجنس والقدر (1984)
استمرت غرير في كتابها «الجنس والقدر: سياسات الخصوبة البشرية» (1984) بانتقاد المواقف الغربية تجاه الجنسانية والخصوبة والأسرة، وفرض تلك المواقف على بقية العالم. تستهدف هذه المرة أيضًا الأسرة الأولية، وتدخّل الحكومة في السلوك الجنسي، وتسويق النشاط الجنسي وأجساد النساء. وقالت إن الترويج الغربي لتحديد النسل في العالم الثالث لم يكن بدافع الاهتمام برفاهية الإنسانية بل بسبب حسد الأثرياء ومخاوفهم التقليدية تجاه خصوبة الفقراء. وكتبت نقلاً عن ماري ستوبس وآخرين أن حركة تحديد النسل كانت ملوثة منذ بدايتها بهذه المواقف. كما حذرت من إدانة أساليب الحياة والقيم الأسرية في العالم النامي.

## كتاباتها اللاحقة عن المرأة

### التغير (1991 و 2018)
كتبت ناتالي آنجير في صحيفة نيويورك تايمز عن كتاب «التغير: المرأة والشيخوخة والإياس» (1991) بأنه: «غضب عظيم وجريء ومبهج ومستفز لكتاب يقترب من كونه أحد كلاسيكيات النسوية المحتملة وعلى قدم المساواة مع كتاب «المرأة المخصية»». تحدّثت فيه غرير عن الأساطير حول الإياس. وفي كتابها «العمر» في عام 2002 قالت: «إخافة الإناث متعة. فقد شعرت النساء بالفزع من التنبؤات القاتمة بإصابتهن بهشاشة العظام وأمراض القلب وفقدان الرغبة الجنسية والاكتئاب واليأس والمرض والموت إذا تركن الطبيعة تأخذ مجراها بعد سن اليأس، ما دفعهن لاستخدام العلاج بالهرمونات البديلة». تناقش غرير أن تخويف النساء هو «عمل تجاري كبير ومربح للغاية». تم تحديث الكتاب، بما في ذلك المعلومات الطبية، وأعيد إصداره في عام 2018.

### العرافات الرثّات (1995)
«العرافات الرثّات: الاعتراف والرفض والشاعرة» (1995) هو عرض للنساء اللواتي كتبن الشعر باللغة الإنجليزية قبل عام 1900، وبحث في أسباب قبول عدد قليل جدًا منهن في الشريعة الأدبية. استنتجت في كتابها أن النساء اعتبرن بمستوى أدنى من الرجال (ومن هنا جاءت كلمة «الرثّات» في العنوان، مقتبسةً عن ألكساندر بوب)، كما أن التقاليد الشعرية لم تُثنِ على الشعر الجيد الذي كتبته النساء. يضم الكتاب نقدًا لمفهوم المرأة باعتبارها آلهة إلهام، والمرتبط بروبرت غريفز وآخرين، وفصلًا عن صافو واستخدامها كرمز للشعر الأنثوي، وفصلًا عن شاعرة القرن السابع عشر كاثرين فيليبس، وفصلين عن أفرا بن، وواحدًا عن آن وارتون، ومادة عن آن فينش وليتيتيا لاندون وكريستينا روسيتي. كما يتضمن خاتمة عن شاعرات القرن العشرين وميلهن للانتحار: «لم تكتف معظم الشخصيات الأكثر بروزًا في شعر نساء القرن العشرين بالإقدام على تدمير أنفسهن بطرق مختلفة بل كنّ أيضًا موضع تقدير لأشعارهن التي توثّق تلك العملية».

### المرأة الكاملة (1999)
نُشرت تتمةٌ لكتاب «المرأة المخصية» وهو كتاب «المرأة الكاملة» في عام 1999 من قِبل دابلدي، أحد الناشرين السبعة الذين قدموا عرضًا للكتاب. دُفع المبلغ لغرير مقدّمًا بقيمة 500000 جنيه إسترليني. في الكتاب قالت غرير إن النسوية قد ضلت طريقها، إذ ما تزال النساء تواجهن نفس الواقع الملموس في السابق، ولكن بسبب تغير وجهات النظر حول الهوية الجندرية وما بعد الحداثة، هناك «صمت جديد بشأن تجارب النساء الدفينة والذي يجسّد نفس يد المغتصب القديم التي كمّت أفواههن». وكتبت: «يجري التخلص التدريجي من النساء الحقيقيات؛ والخطوة الأولى بإقناعهن بإنكار وجودهن قد اكتملت تقريبًا».
أثبتت تعليقاتها على تشويه الأعضاء التناسلية الأنثوية (FGM) أنها مثيرة للجدل، لا سيما أن معارضة ختان الإناث يعدّ هجومًا على الهوية الثقافية، تمامًا مثل اعتبار حظر ختان الذكور هجومًا على اليهود والمسلمين. كتبت غرير أنه يجب دعم النسويات اللاتي يكافحن للقضاء على تشويه الأعضاء التناسلية الأنثوية في بلدانهن، لكنها استكشفت تعقيدات القضية والمعايير المزدوجة للغرب فيما يتعلق بأشكال أخرى من التشويه الجسدي، بما في ذلك توصية الأكاديمية الأمريكية لطب الأطفال بإجراء عملية جراحية في ذلك الوقت على الفتيات الصغيرات اللاتي لديهن بظر أطول من ثلاثة أثمان البوصة. وشكّكت غرير في الرأي القائل إن تشويه الأعضاء التناسلية الأنثوية هو أمر مفروض من الرجال على النساء، وليس من النساء على النساء، وهو ليس خيارًا يتخذنه بحرية.

### عن النوع الاجتماعي (الجندر)
في كتاب «المرأة الكاملة»، ناقشت غرير بأنه على الرغم من أن الجنس أمر بيولوجي، فإن الأدوار الجندرية هي بنى ثقافية. فالأنوثة ليست الأنثى.
تتعلّم الفتيات والنساء الأنوثة -كتعلم التحدث بلطف، وارتداء ملابس معينة، وإزالة شعر الجسم لإرضاء الرجال، وما إلى ذلك- وهي عملية تكيّف تبدأ عند الولادة وتستمر طوال فترة الحياة بأكملها. صرحت غرير لكريشنان جورو مورثي في 2018: «لا أجد شيئًا أنثويًا في الحمل، إنه تقريبًا على النقيض من ذلك. لا يوجد شيء أنثوي في الولادة، إنها صراع دموي، وعليك أن تكوني فيها قوية وشجاعة. ولا يوجد شيء أنثوي في الرضاعة الطبيعية، فالله وحده يعلم كيف تصيب الرضاعة الجميع بالذعر؛ إنهم يريدون أن يروا أثداء منتفخة، لكنهم لا يريدون أن يروها تؤدي مهمتها». 

### عن الاغتصاب

#### نقاشاته
جادلت غرير منذ التسعينيات على الأقل بأن منهج نظام العدالة الجنائية للاغتصاب يتمحور حول الذكور، إذ تُعامل الضحايا من النساء كأدلة وليس كمدعيات، وهو ما يعكس أن النساء قد اعتُبرن في السابق ملكيةً للرجل. وكتبت في عام 1995: «من الناحية التاريخية، لم تُرتكب جريمة الاغتصاب ضد المرأة بل ضد الرجل المهتمّ بها أو والدها أو زوجها. ما كان يجب إثباته دون أدنى شك هو أنها لم تشترك مع الرجل الذي اغتصب حقها. وإذا ثبت أنها كانت قد اشتركت معه فستنال عقوبتها بالرجم أو السحق حتى الموت».
كتبت أيضًا أن الاغتصاب ليس أسوأ شيء يمكن أن يحدث للمرأة؛ فإذا سمحت المرأة للرجل بممارسة الجنس معها لتجنب الضرب، إذن يمكن القول إنها تخشى الضرب أكثر. إضافة إلى ذلك، ليس لدى المرأة التي تعرضت للاغتصاب أي سبب للشعور بالخجل -وبالتالي ليس هناك حاجة للتكتم على الهوية- والرأي المتمركز حول الأنثى بشأن الاغتصاب لن يعدّ الاغتصاب شيئًا يمكن أن «يدمر» المرأة. نشرت مطبعة جامعة ملبورن كتابها «عن الاغتصاب» في سبتمبر 2018.

#### تجربتها الشخصية
خلال مقابلة مع بلاي بوي في عام 1971، ومرة أخرى خلال مقابلة مع كلايد باكر في الثمانينيات، ناقشت غرير كيف تعرضت للاغتصاب عندما كانت طالبة جامعية في جامعة ملبورن. وبعد أسبوعين من إثارتها للجدل إثر كتابة عمود عن الاغتصاب في صحيفة الجارديان في مارس 1995، استذكرت مرة أخرى تجربتها الخاصة التي وقعت في يناير 1958 عندما كانت في التاسعة عشرة. قام أحد لاعبي كرة القدم الأمريكية الذين قابلتهم في إحدى حفلات الشواء بسحبها إلى سيارة، ولكمها عدة مرات على رأسها، وأجبرها على تكرار ما أراد أن تقوله، ثم اغتصبها. بعد ذلك، عاد إلى الحفلة وكأن شيئًا لم يكن. وجدها شركاؤها الذكور في المنزل بعد ساعات مصابةً بكدمات وتورمات وشبه واعية. اعتقدتْ أن الإبلاغ سيكون بلا فائدة؛ إذ كانت قد رقصت معه في الحفلة، وغادرت معه طواعية، كما أنه كان من الشخصيات البارزة في المجتمع. بعد أيام، أحضر شركاؤها في السكن الرجل إلى الشقة وحذّروه أمامها من أنهم سيكسرون ساقيه إذا رأوه في أي من الأماكن التي يرتادونها.

### حركة أنا أيضًا
علّقت غرير عدة مرات على حركة «أنا أيضًا». في نوفمبر 2017، دعت النساء إلى إظهار التضامن عند تعرض النساء الأخريات للتحرش الجنسي. وقبل فترة قصيرة من حصولها على لقب أسترالية العام في بريطانيا في يناير 2018، قالت إنها كانت ترغب دائمًا في رؤية ردّ النساء على التحرش الجنسي حال حدوثه.

## مؤلفاتها
- المرأة المدجنة (1970، بالإنجليزية: The Female Eunuch).
- سباق الحواجز: حظوظ الرسامات وأعمالهن (1979، بالإنجليزية: The Obstacle Race: The Fortunes of Female Painters and Their Works).
- الجنس والقدر: سياسات الخصوبة البشرية (1984، بالإنجليزية: Sex and Destiny: The Politics of Human Fertility).
- شكسبير (1986، بالإنجليزية: Shakespeare).
- التغير: المرأة والشيخوخة وانقطاع الطمث (1991، بالإنجليزية: The Change: Women, Aging, and the Menopause).
- كامل المرأة (1991، بالإنجليزية: The Whole Woman).
- جون ويلموت: إيرل روشستر (2001، بالإنجليزية: John Wilmot, Earl of Rochester).
- الفتى الجميل (2003، بالإنجليزية: The Beautiful Boy).
- زوجة شكسبير (2007، بالإنجليزية: Shakespeare's Wife).

## وصلات خارجية
- جيرمين غرير على موقع IMDb (الإنجليزية)
- جيرمين غرير على موقع الموسوعة البريطانية (الإنجليزية)
- جيرمين غرير على موقع مونزينجر (الألمانية)
- جيرمين غرير على موقع ألو سيني (الفرنسية)
- جيرمين غرير على موقع ميوزك برينز (الإنجليزية)
- جيرمين غرير على موقع أول موفي (الإنجليزية)
- جيرمين غرير على موقع قاعدة بيانات الأفلام السويدية (السويدية)
- جيرمين غرير على موقع إن إن دي بي (الإنجليزية)
- جيرمين غرير على موقع ديسكوغز (الإنجليزية)
- جيرمين غرير على موقع قاعدة بيانات الفيلم (الإنجليزية)

صفحة مقالات جيرمين غرير على موقع صحيفة الغارديان البريطانية